# Josef Cibulka (politik)
Josef Cibulka (29. února 1884 Volenice – 25. července 1961) byl československý politik a meziválečný poslanec Národního shromáždění za Komunistickou stranu Československa.

## Biografie
Profesí byl podle údajů z roku 1925 zřízencem elektrických podniků v Praze.
V parlamentních volbách v roce 1925 získal poslanecké křeslo v Národním shromáždění.